# Tęgoskórowate
Tęgoskórowate (Sclerodermataceae Corda) – rodzina grzybów z rzędu borowikowców (Boletales).

## Charakterystyka
Rodzina Sclerodermataceae zawiera gatunki grzybów naziemnych, rzadziej częściowo podziemnych, wytwarzających owocniki kuliste, maczugowate, gruszkowate lub nieregularne z okrywą jedno- lub dwuwarstwową. Zarodniki tęgoskórowatych są brodawkowane lub kolczaste, barwy brązowawej.

## Systematyka
Pozycja w klasyfikacji według Index Fungorum: Boletales, Agaricomycetidae, Agaricomycetes, Agaricomycotina, Basidiomycota, Fungi.
Według aktualizowanej klasyfikacji Index Fungorum do rodzimy Sclerodermataceae należą rodzaje:
- Chlorogaster Læssøe & Jalink 2004
- Favillea Fr. 1849
- Horakiella Castellano & Trappe 1992
- Pisolithus Alb. & Schwein. 1805 – purchatnica
- Scleroderma Pers. 1801 – tęgoskór

We wcześniejszych klasyfikacjach rodzina ta była umieszczana w rzędzie tęgoskórowców (Sclerodermatales).